# Aéroport international de Senai
Pour les articles homonymes, voir JHB.
L'aéroport International de Senai, anciennement appelé Aéroport International Sultan Ismail (code IATA : JHB • code OACI : WMKJ) (Malais: Lapangan Terbang Antarabangsa Senai, Jawi: لاڤڠن تربڠ انتارابڠسا سناي, Chinois：士乃国际机场) est un aéroport situé dans la ville de Senai, près de Johor Bahru, en Malaisie. En 2013, l'aéroport international de Senai a vu transité un total de 1 989 979 passagers et 3 443 931 kg de fret, pour un total de 37,098 mouvements aériens. 

## Histoire
Ouvert en 1974, il sert l'état de Johor et le sud de la péninsule Malaise. L'aéroport est le hub d'AirAsia, et anciennement celui de la Malaysia Airlines avant la restructuration de ses lignes.
Aujourd'hui, l'aéroport est géré par le Senai Airport Terminal Services Sdn Bhd (SATS), le seul opérateur indépendant du pays, s'étant séparé de la Malaysia Airports Holdings Berhad (MAHB) en 2003.

## Situation
| Alor · Setar Ba'kelalan Bario Bintulu Ipoh Johor Bahru Kerteh Kota Bharu Kota · Kinabalu Kuala · Lumpur Kuala Terengganu Kuantan Kuching Kudat Labuan Lahad Datu Langkawi Lawas Limbang Long · Akah Long · Banga Long Lellang Long · Seridan Malacca Marudi Miri Mukah Mulu Pulau · Pangkor Penang Pulau Redang Sandakan Sibu Subang Tanjung · Manis Tawau |

## Vols et destinations

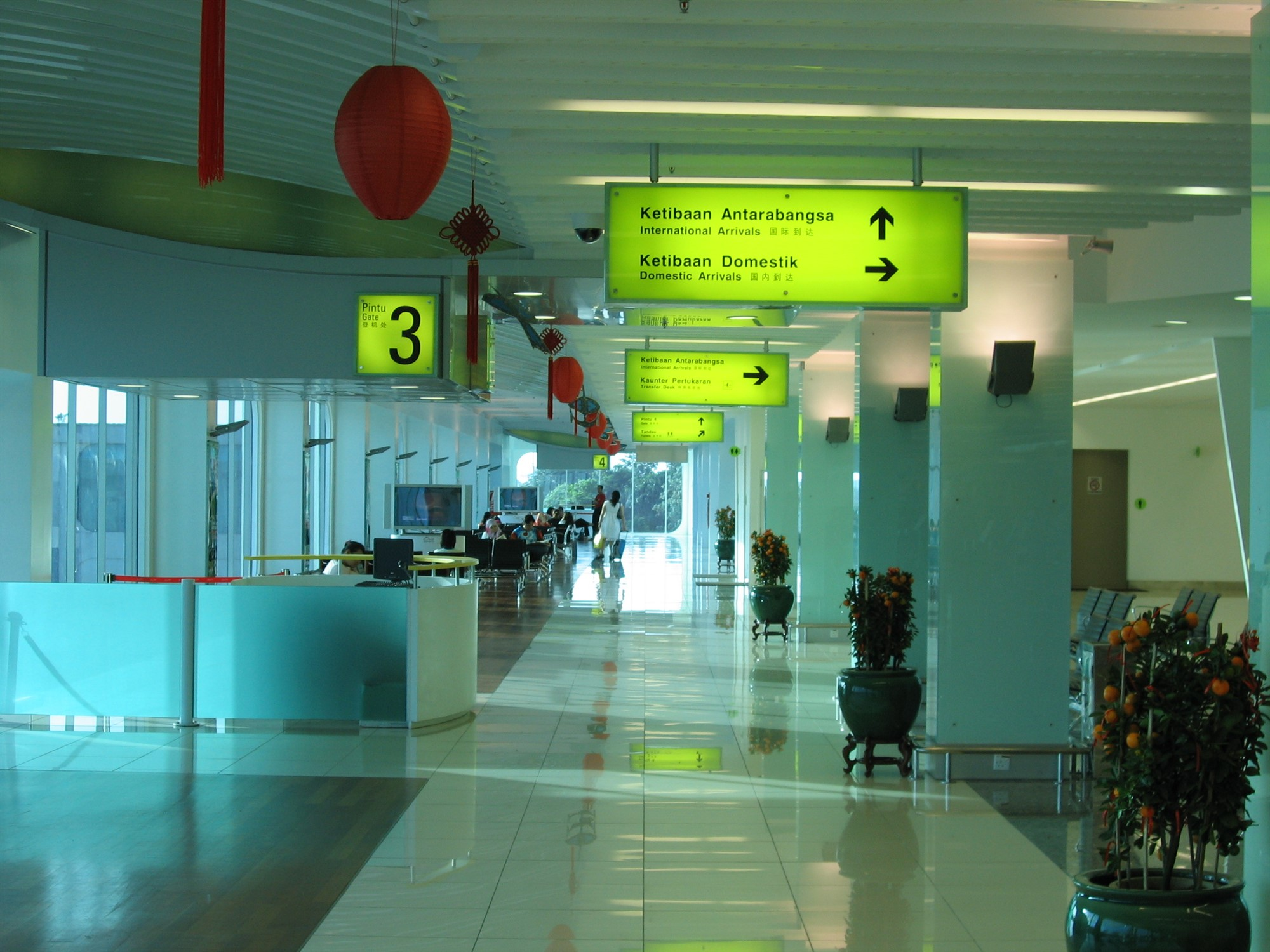
Aéroport de Johor Bahru.

| Compagnies          | Destinations |
| ------------------- | --- |
| AirAsia             | Bangkok-Don Muang, Canton-Baiyun, Hô Chi Minh Ville (Tân Sơn Nhất), Djakarta-S.-Hatta, Kota Kinabalu, Kuala Lumpur, Kuala Terengganu, Kuching, Langkawi, Macao, Miri, Penang, Sibu, Tawau |
| Firefly             | Kuala Lumpur-Subang |
| Indonesia AirAsia X | Surabaya-Juanda |
| Jin Air             | En saison: Séoul-Incheon |
| Malaysia Airlines   | Kuala Lumpur |
| Malindo Air         | Ipoh-Sultan A. Shah, Kuala Lumpur-Subang |
| Thai AirAsia        | Bangkok-Don Muang |

Édité le 16/02/2018

### Cargo
| Compagnies            | Destinations               |
| --------------------- | -------------------------- |
| MASkargo              | Kuala Lumpur, Tokyo-Narita |
| Transmile Air Service | Kuala Lumpur               |

## Trafic et statistiques

### Statistiques
Pour des raisons techniques, il est temporairement impossible d'afficher le graphique qui aurait dû être présenté ici.

Voir la requête brute et les sources sur Wikidata.
| Classement | Destinations               | Fréquence Hebdomadaire | Vols   |
| ---------- | -------------------------- | ---------------------- | ------ |
| 1          | Selangor, Subang (SZB)     | 57                     | FY, OD |
| 2          | Kuala Lumpur (KUL)         | 49                     | AK, MH |
| 3          | Penang, (PEN)              | 23                     | AK     |
| 4          | Sabah, Kota Kinabalu (BKI) | 21                     | AK     |
| 5          | Sarawak, Kuching (KCH)     | 20                     | AK     |
| 6          | Sarawak, Sibu (SBW)        | 11                     | AK     |
| 7          | Perak, Ipoh (IPH)          | 8 (+3 begins 1 Nov)    | FY, OD |
| 8          | Sabah, Tawau (TWU)         | 4                      | AK     |
| 9          | Kelantan, Kota Bharu (KBR) | 3                      | FY     |
| 9          | Sarawak, Miri (MYY)        | 3                      | AK     |

| Classement | Destinations          | Fréquence Hebdo | Vols |
| ---------- | --------------------- | --------------- | ---- |
| 1          | Indonésie, Surabaya   | 4               | QZ   |
| 2          | Indonésie, Yogyakarta | 4               | AK   |
| 3          | Vietnam, Hô Chi Minh  | 4               | AK   |
| 4          | Indonésie, Lombok     | 3               | AK   |
| 5          | Indonésie, Pontianak  | 3               | XN   |
| 6          | Indonésie, Bandung    | 3               | AK   |